# Igor Zajcew
|   | a | b | c | d | e | f | g | h |   |
| 8 | a8 – Czarna wieża · d8 – Czarny hetman · f8 – Czarna wieża · g8 – Czarny król · b7 – Czarny goniec · c7 – Czarny pionek · e7 – Czarny goniec · f7 – Czarny pionek · g7 – Czarny pionek · h7 – Czarny pionek · a6 – Czarny pionek · c6 – Czarny skoczek · d6 – Czarny pionek · f6 – Czarny skoczek · b5 – Czarny pionek · e5 – Czarny pionek · e4 – Biały pionek · b3 – Biały goniec · c3 – Biały pionek · f3 – Biały skoczek · h3 – Biały pionek · a2 – Biały pionek · b2 – Biały pionek · d2 – Biały pionek · f2 – Biały pionek · g2 – Biały pionek · a1 – Biała wieża · b1 – Biały skoczek · c1 – Biały goniec · d1 – Biały hetman · e1 – Biała wieża · g1 – Biały król | a8 – Czarna wieża · d8 – Czarny hetman · f8 – Czarna wieża · g8 – Czarny król · b7 – Czarny goniec · c7 – Czarny pionek · e7 – Czarny goniec · f7 – Czarny pionek · g7 – Czarny pionek · h7 – Czarny pionek · a6 – Czarny pionek · c6 – Czarny skoczek · d6 – Czarny pionek · f6 – Czarny skoczek · b5 – Czarny pionek · e5 – Czarny pionek · e4 – Biały pionek · b3 – Biały goniec · c3 – Biały pionek · f3 – Biały skoczek · h3 – Biały pionek · a2 – Biały pionek · b2 – Biały pionek · d2 – Biały pionek · f2 – Biały pionek · g2 – Biały pionek · a1 – Biała wieża · b1 – Biały skoczek · c1 – Biały goniec · d1 – Biały hetman · e1 – Biała wieża · g1 – Biały król | a8 – Czarna wieża · d8 – Czarny hetman · f8 – Czarna wieża · g8 – Czarny król · b7 – Czarny goniec · c7 – Czarny pionek · e7 – Czarny goniec · f7 – Czarny pionek · g7 – Czarny pionek · h7 – Czarny pionek · a6 – Czarny pionek · c6 – Czarny skoczek · d6 – Czarny pionek · f6 – Czarny skoczek · b5 – Czarny pionek · e5 – Czarny pionek · e4 – Biały pionek · b3 – Biały goniec · c3 – Biały pionek · f3 – Biały skoczek · h3 – Biały pionek · a2 – Biały pionek · b2 – Biały pionek · d2 – Biały pionek · f2 – Biały pionek · g2 – Biały pionek · a1 – Biała wieża · b1 – Biały skoczek · c1 – Biały goniec · d1 – Biały hetman · e1 – Biała wieża · g1 – Biały król | a8 – Czarna wieża · d8 – Czarny hetman · f8 – Czarna wieża · g8 – Czarny król · b7 – Czarny goniec · c7 – Czarny pionek · e7 – Czarny goniec · f7 – Czarny pionek · g7 – Czarny pionek · h7 – Czarny pionek · a6 – Czarny pionek · c6 – Czarny skoczek · d6 – Czarny pionek · f6 – Czarny skoczek · b5 – Czarny pionek · e5 – Czarny pionek · e4 – Biały pionek · b3 – Biały goniec · c3 – Biały pionek · f3 – Biały skoczek · h3 – Biały pionek · a2 – Biały pionek · b2 – Biały pionek · d2 – Biały pionek · f2 – Biały pionek · g2 – Biały pionek · a1 – Biała wieża · b1 – Biały skoczek · c1 – Biały goniec · d1 – Biały hetman · e1 – Biała wieża · g1 – Biały król | a8 – Czarna wieża · d8 – Czarny hetman · f8 – Czarna wieża · g8 – Czarny król · b7 – Czarny goniec · c7 – Czarny pionek · e7 – Czarny goniec · f7 – Czarny pionek · g7 – Czarny pionek · h7 – Czarny pionek · a6 – Czarny pionek · c6 – Czarny skoczek · d6 – Czarny pionek · f6 – Czarny skoczek · b5 – Czarny pionek · e5 – Czarny pionek · e4 – Biały pionek · b3 – Biały goniec · c3 – Biały pionek · f3 – Biały skoczek · h3 – Biały pionek · a2 – Biały pionek · b2 – Biały pionek · d2 – Biały pionek · f2 – Biały pionek · g2 – Biały pionek · a1 – Biała wieża · b1 – Biały skoczek · c1 – Biały goniec · d1 – Biały hetman · e1 – Biała wieża · g1 – Biały król | a8 – Czarna wieża · d8 – Czarny hetman · f8 – Czarna wieża · g8 – Czarny król · b7 – Czarny goniec · c7 – Czarny pionek · e7 – Czarny goniec · f7 – Czarny pionek · g7 – Czarny pionek · h7 – Czarny pionek · a6 – Czarny pionek · c6 – Czarny skoczek · d6 – Czarny pionek · f6 – Czarny skoczek · b5 – Czarny pionek · e5 – Czarny pionek · e4 – Biały pionek · b3 – Biały goniec · c3 – Biały pionek · f3 – Biały skoczek · h3 – Biały pionek · a2 – Biały pionek · b2 – Biały pionek · d2 – Biały pionek · f2 – Biały pionek · g2 – Biały pionek · a1 – Biała wieża · b1 – Biały skoczek · c1 – Biały goniec · d1 – Biały hetman · e1 – Biała wieża · g1 – Biały król | a8 – Czarna wieża · d8 – Czarny hetman · f8 – Czarna wieża · g8 – Czarny król · b7 – Czarny goniec · c7 – Czarny pionek · e7 – Czarny goniec · f7 – Czarny pionek · g7 – Czarny pionek · h7 – Czarny pionek · a6 – Czarny pionek · c6 – Czarny skoczek · d6 – Czarny pionek · f6 – Czarny skoczek · b5 – Czarny pionek · e5 – Czarny pionek · e4 – Biały pionek · b3 – Biały goniec · c3 – Biały pionek · f3 – Biały skoczek · h3 – Biały pionek · a2 – Biały pionek · b2 – Biały pionek · d2 – Biały pionek · f2 – Biały pionek · g2 – Biały pionek · a1 – Biała wieża · b1 – Biały skoczek · c1 – Biały goniec · d1 – Biały hetman · e1 – Biała wieża · g1 – Biały król | a8 – Czarna wieża · d8 – Czarny hetman · f8 – Czarna wieża · g8 – Czarny król · b7 – Czarny goniec · c7 – Czarny pionek · e7 – Czarny goniec · f7 – Czarny pionek · g7 – Czarny pionek · h7 – Czarny pionek · a6 – Czarny pionek · c6 – Czarny skoczek · d6 – Czarny pionek · f6 – Czarny skoczek · b5 – Czarny pionek · e5 – Czarny pionek · e4 – Biały pionek · b3 – Biały goniec · c3 – Biały pionek · f3 – Biały skoczek · h3 – Biały pionek · a2 – Biały pionek · b2 – Biały pionek · d2 – Biały pionek · f2 – Biały pionek · g2 – Biały pionek · a1 – Biała wieża · b1 – Biały skoczek · c1 – Biały goniec · d1 – Biały hetman · e1 – Biała wieża · g1 – Biały król | 8 |
| 7 | a8 – Czarna wieża · d8 – Czarny hetman · f8 – Czarna wieża · g8 – Czarny król · b7 – Czarny goniec · c7 – Czarny pionek · e7 – Czarny goniec · f7 – Czarny pionek · g7 – Czarny pionek · h7 – Czarny pionek · a6 – Czarny pionek · c6 – Czarny skoczek · d6 – Czarny pionek · f6 – Czarny skoczek · b5 – Czarny pionek · e5 – Czarny pionek · e4 – Biały pionek · b3 – Biały goniec · c3 – Biały pionek · f3 – Biały skoczek · h3 – Biały pionek · a2 – Biały pionek · b2 – Biały pionek · d2 – Biały pionek · f2 – Biały pionek · g2 – Biały pionek · a1 – Biała wieża · b1 – Biały skoczek · c1 – Biały goniec · d1 – Biały hetman · e1 – Biała wieża · g1 – Biały król | a8 – Czarna wieża · d8 – Czarny hetman · f8 – Czarna wieża · g8 – Czarny król · b7 – Czarny goniec · c7 – Czarny pionek · e7 – Czarny goniec · f7 – Czarny pionek · g7 – Czarny pionek · h7 – Czarny pionek · a6 – Czarny pionek · c6 – Czarny skoczek · d6 – Czarny pionek · f6 – Czarny skoczek · b5 – Czarny pionek · e5 – Czarny pionek · e4 – Biały pionek · b3 – Biały goniec · c3 – Biały pionek · f3 – Biały skoczek · h3 – Biały pionek · a2 – Biały pionek · b2 – Biały pionek · d2 – Biały pionek · f2 – Biały pionek · g2 – Biały pionek · a1 – Biała wieża · b1 – Biały skoczek · c1 – Biały goniec · d1 – Biały hetman · e1 – Biała wieża · g1 – Biały król | a8 – Czarna wieża · d8 – Czarny hetman · f8 – Czarna wieża · g8 – Czarny król · b7 – Czarny goniec · c7 – Czarny pionek · e7 – Czarny goniec · f7 – Czarny pionek · g7 – Czarny pionek · h7 – Czarny pionek · a6 – Czarny pionek · c6 – Czarny skoczek · d6 – Czarny pionek · f6 – Czarny skoczek · b5 – Czarny pionek · e5 – Czarny pionek · e4 – Biały pionek · b3 – Biały goniec · c3 – Biały pionek · f3 – Biały skoczek · h3 – Biały pionek · a2 – Biały pionek · b2 – Biały pionek · d2 – Biały pionek · f2 – Biały pionek · g2 – Biały pionek · a1 – Biała wieża · b1 – Biały skoczek · c1 – Biały goniec · d1 – Biały hetman · e1 – Biała wieża · g1 – Biały król | a8 – Czarna wieża · d8 – Czarny hetman · f8 – Czarna wieża · g8 – Czarny król · b7 – Czarny goniec · c7 – Czarny pionek · e7 – Czarny goniec · f7 – Czarny pionek · g7 – Czarny pionek · h7 – Czarny pionek · a6 – Czarny pionek · c6 – Czarny skoczek · d6 – Czarny pionek · f6 – Czarny skoczek · b5 – Czarny pionek · e5 – Czarny pionek · e4 – Biały pionek · b3 – Biały goniec · c3 – Biały pionek · f3 – Biały skoczek · h3 – Biały pionek · a2 – Biały pionek · b2 – Biały pionek · d2 – Biały pionek · f2 – Biały pionek · g2 – Biały pionek · a1 – Biała wieża · b1 – Biały skoczek · c1 – Biały goniec · d1 – Biały hetman · e1 – Biała wieża · g1 – Biały król | a8 – Czarna wieża · d8 – Czarny hetman · f8 – Czarna wieża · g8 – Czarny król · b7 – Czarny goniec · c7 – Czarny pionek · e7 – Czarny goniec · f7 – Czarny pionek · g7 – Czarny pionek · h7 – Czarny pionek · a6 – Czarny pionek · c6 – Czarny skoczek · d6 – Czarny pionek · f6 – Czarny skoczek · b5 – Czarny pionek · e5 – Czarny pionek · e4 – Biały pionek · b3 – Biały goniec · c3 – Biały pionek · f3 – Biały skoczek · h3 – Biały pionek · a2 – Biały pionek · b2 – Biały pionek · d2 – Biały pionek · f2 – Biały pionek · g2 – Biały pionek · a1 – Biała wieża · b1 – Biały skoczek · c1 – Biały goniec · d1 – Biały hetman · e1 – Biała wieża · g1 – Biały król | a8 – Czarna wieża · d8 – Czarny hetman · f8 – Czarna wieża · g8 – Czarny król · b7 – Czarny goniec · c7 – Czarny pionek · e7 – Czarny goniec · f7 – Czarny pionek · g7 – Czarny pionek · h7 – Czarny pionek · a6 – Czarny pionek · c6 – Czarny skoczek · d6 – Czarny pionek · f6 – Czarny skoczek · b5 – Czarny pionek · e5 – Czarny pionek · e4 – Biały pionek · b3 – Biały goniec · c3 – Biały pionek · f3 – Biały skoczek · h3 – Biały pionek · a2 – Biały pionek · b2 – Biały pionek · d2 – Biały pionek · f2 – Biały pionek · g2 – Biały pionek · a1 – Biała wieża · b1 – Biały skoczek · c1 – Biały goniec · d1 – Biały hetman · e1 – Biała wieża · g1 – Biały król | a8 – Czarna wieża · d8 – Czarny hetman · f8 – Czarna wieża · g8 – Czarny król · b7 – Czarny goniec · c7 – Czarny pionek · e7 – Czarny goniec · f7 – Czarny pionek · g7 – Czarny pionek · h7 – Czarny pionek · a6 – Czarny pionek · c6 – Czarny skoczek · d6 – Czarny pionek · f6 – Czarny skoczek · b5 – Czarny pionek · e5 – Czarny pionek · e4 – Biały pionek · b3 – Biały goniec · c3 – Biały pionek · f3 – Biały skoczek · h3 – Biały pionek · a2 – Biały pionek · b2 – Biały pionek · d2 – Biały pionek · f2 – Biały pionek · g2 – Biały pionek · a1 – Biała wieża · b1 – Biały skoczek · c1 – Biały goniec · d1 – Biały hetman · e1 – Biała wieża · g1 – Biały król | a8 – Czarna wieża · d8 – Czarny hetman · f8 – Czarna wieża · g8 – Czarny król · b7 – Czarny goniec · c7 – Czarny pionek · e7 – Czarny goniec · f7 – Czarny pionek · g7 – Czarny pionek · h7 – Czarny pionek · a6 – Czarny pionek · c6 – Czarny skoczek · d6 – Czarny pionek · f6 – Czarny skoczek · b5 – Czarny pionek · e5 – Czarny pionek · e4 – Biały pionek · b3 – Biały goniec · c3 – Biały pionek · f3 – Biały skoczek · h3 – Biały pionek · a2 – Biały pionek · b2 – Biały pionek · d2 – Biały pionek · f2 – Biały pionek · g2 – Biały pionek · a1 – Biała wieża · b1 – Biały skoczek · c1 – Biały goniec · d1 – Biały hetman · e1 – Biała wieża · g1 – Biały król | 7 |
| 6 | a8 – Czarna wieża · d8 – Czarny hetman · f8 – Czarna wieża · g8 – Czarny król · b7 – Czarny goniec · c7 – Czarny pionek · e7 – Czarny goniec · f7 – Czarny pionek · g7 – Czarny pionek · h7 – Czarny pionek · a6 – Czarny pionek · c6 – Czarny skoczek · d6 – Czarny pionek · f6 – Czarny skoczek · b5 – Czarny pionek · e5 – Czarny pionek · e4 – Biały pionek · b3 – Biały goniec · c3 – Biały pionek · f3 – Biały skoczek · h3 – Biały pionek · a2 – Biały pionek · b2 – Biały pionek · d2 – Biały pionek · f2 – Biały pionek · g2 – Biały pionek · a1 – Biała wieża · b1 – Biały skoczek · c1 – Biały goniec · d1 – Biały hetman · e1 – Biała wieża · g1 – Biały król | a8 – Czarna wieża · d8 – Czarny hetman · f8 – Czarna wieża · g8 – Czarny król · b7 – Czarny goniec · c7 – Czarny pionek · e7 – Czarny goniec · f7 – Czarny pionek · g7 – Czarny pionek · h7 – Czarny pionek · a6 – Czarny pionek · c6 – Czarny skoczek · d6 – Czarny pionek · f6 – Czarny skoczek · b5 – Czarny pionek · e5 – Czarny pionek · e4 – Biały pionek · b3 – Biały goniec · c3 – Biały pionek · f3 – Biały skoczek · h3 – Biały pionek · a2 – Biały pionek · b2 – Biały pionek · d2 – Biały pionek · f2 – Biały pionek · g2 – Biały pionek · a1 – Biała wieża · b1 – Biały skoczek · c1 – Biały goniec · d1 – Biały hetman · e1 – Biała wieża · g1 – Biały król | a8 – Czarna wieża · d8 – Czarny hetman · f8 – Czarna wieża · g8 – Czarny król · b7 – Czarny goniec · c7 – Czarny pionek · e7 – Czarny goniec · f7 – Czarny pionek · g7 – Czarny pionek · h7 – Czarny pionek · a6 – Czarny pionek · c6 – Czarny skoczek · d6 – Czarny pionek · f6 – Czarny skoczek · b5 – Czarny pionek · e5 – Czarny pionek · e4 – Biały pionek · b3 – Biały goniec · c3 – Biały pionek · f3 – Biały skoczek · h3 – Biały pionek · a2 – Biały pionek · b2 – Biały pionek · d2 – Biały pionek · f2 – Biały pionek · g2 – Biały pionek · a1 – Biała wieża · b1 – Biały skoczek · c1 – Biały goniec · d1 – Biały hetman · e1 – Biała wieża · g1 – Biały król | a8 – Czarna wieża · d8 – Czarny hetman · f8 – Czarna wieża · g8 – Czarny król · b7 – Czarny goniec · c7 – Czarny pionek · e7 – Czarny goniec · f7 – Czarny pionek · g7 – Czarny pionek · h7 – Czarny pionek · a6 – Czarny pionek · c6 – Czarny skoczek · d6 – Czarny pionek · f6 – Czarny skoczek · b5 – Czarny pionek · e5 – Czarny pionek · e4 – Biały pionek · b3 – Biały goniec · c3 – Biały pionek · f3 – Biały skoczek · h3 – Biały pionek · a2 – Biały pionek · b2 – Biały pionek · d2 – Biały pionek · f2 – Biały pionek · g2 – Biały pionek · a1 – Biała wieża · b1 – Biały skoczek · c1 – Biały goniec · d1 – Biały hetman · e1 – Biała wieża · g1 – Biały król | a8 – Czarna wieża · d8 – Czarny hetman · f8 – Czarna wieża · g8 – Czarny król · b7 – Czarny goniec · c7 – Czarny pionek · e7 – Czarny goniec · f7 – Czarny pionek · g7 – Czarny pionek · h7 – Czarny pionek · a6 – Czarny pionek · c6 – Czarny skoczek · d6 – Czarny pionek · f6 – Czarny skoczek · b5 – Czarny pionek · e5 – Czarny pionek · e4 – Biały pionek · b3 – Biały goniec · c3 – Biały pionek · f3 – Biały skoczek · h3 – Biały pionek · a2 – Biały pionek · b2 – Biały pionek · d2 – Biały pionek · f2 – Biały pionek · g2 – Biały pionek · a1 – Biała wieża · b1 – Biały skoczek · c1 – Biały goniec · d1 – Biały hetman · e1 – Biała wieża · g1 – Biały król | a8 – Czarna wieża · d8 – Czarny hetman · f8 – Czarna wieża · g8 – Czarny król · b7 – Czarny goniec · c7 – Czarny pionek · e7 – Czarny goniec · f7 – Czarny pionek · g7 – Czarny pionek · h7 – Czarny pionek · a6 – Czarny pionek · c6 – Czarny skoczek · d6 – Czarny pionek · f6 – Czarny skoczek · b5 – Czarny pionek · e5 – Czarny pionek · e4 – Biały pionek · b3 – Biały goniec · c3 – Biały pionek · f3 – Biały skoczek · h3 – Biały pionek · a2 – Biały pionek · b2 – Biały pionek · d2 – Biały pionek · f2 – Biały pionek · g2 – Biały pionek · a1 – Biała wieża · b1 – Biały skoczek · c1 – Biały goniec · d1 – Biały hetman · e1 – Biała wieża · g1 – Biały król | a8 – Czarna wieża · d8 – Czarny hetman · f8 – Czarna wieża · g8 – Czarny król · b7 – Czarny goniec · c7 – Czarny pionek · e7 – Czarny goniec · f7 – Czarny pionek · g7 – Czarny pionek · h7 – Czarny pionek · a6 – Czarny pionek · c6 – Czarny skoczek · d6 – Czarny pionek · f6 – Czarny skoczek · b5 – Czarny pionek · e5 – Czarny pionek · e4 – Biały pionek · b3 – Biały goniec · c3 – Biały pionek · f3 – Biały skoczek · h3 – Biały pionek · a2 – Biały pionek · b2 – Biały pionek · d2 – Biały pionek · f2 – Biały pionek · g2 – Biały pionek · a1 – Biała wieża · b1 – Biały skoczek · c1 – Biały goniec · d1 – Biały hetman · e1 – Biała wieża · g1 – Biały król | a8 – Czarna wieża · d8 – Czarny hetman · f8 – Czarna wieża · g8 – Czarny król · b7 – Czarny goniec · c7 – Czarny pionek · e7 – Czarny goniec · f7 – Czarny pionek · g7 – Czarny pionek · h7 – Czarny pionek · a6 – Czarny pionek · c6 – Czarny skoczek · d6 – Czarny pionek · f6 – Czarny skoczek · b5 – Czarny pionek · e5 – Czarny pionek · e4 – Biały pionek · b3 – Biały goniec · c3 – Biały pionek · f3 – Biały skoczek · h3 – Biały pionek · a2 – Biały pionek · b2 – Biały pionek · d2 – Biały pionek · f2 – Biały pionek · g2 – Biały pionek · a1 – Biała wieża · b1 – Biały skoczek · c1 – Biały goniec · d1 – Biały hetman · e1 – Biała wieża · g1 – Biały król | 6 |
| 5 | a8 – Czarna wieża · d8 – Czarny hetman · f8 – Czarna wieża · g8 – Czarny król · b7 – Czarny goniec · c7 – Czarny pionek · e7 – Czarny goniec · f7 – Czarny pionek · g7 – Czarny pionek · h7 – Czarny pionek · a6 – Czarny pionek · c6 – Czarny skoczek · d6 – Czarny pionek · f6 – Czarny skoczek · b5 – Czarny pionek · e5 – Czarny pionek · e4 – Biały pionek · b3 – Biały goniec · c3 – Biały pionek · f3 – Biały skoczek · h3 – Biały pionek · a2 – Biały pionek · b2 – Biały pionek · d2 – Biały pionek · f2 – Biały pionek · g2 – Biały pionek · a1 – Biała wieża · b1 – Biały skoczek · c1 – Biały goniec · d1 – Biały hetman · e1 – Biała wieża · g1 – Biały król | a8 – Czarna wieża · d8 – Czarny hetman · f8 – Czarna wieża · g8 – Czarny król · b7 – Czarny goniec · c7 – Czarny pionek · e7 – Czarny goniec · f7 – Czarny pionek · g7 – Czarny pionek · h7 – Czarny pionek · a6 – Czarny pionek · c6 – Czarny skoczek · d6 – Czarny pionek · f6 – Czarny skoczek · b5 – Czarny pionek · e5 – Czarny pionek · e4 – Biały pionek · b3 – Biały goniec · c3 – Biały pionek · f3 – Biały skoczek · h3 – Biały pionek · a2 – Biały pionek · b2 – Biały pionek · d2 – Biały pionek · f2 – Biały pionek · g2 – Biały pionek · a1 – Biała wieża · b1 – Biały skoczek · c1 – Biały goniec · d1 – Biały hetman · e1 – Biała wieża · g1 – Biały król | a8 – Czarna wieża · d8 – Czarny hetman · f8 – Czarna wieża · g8 – Czarny król · b7 – Czarny goniec · c7 – Czarny pionek · e7 – Czarny goniec · f7 – Czarny pionek · g7 – Czarny pionek · h7 – Czarny pionek · a6 – Czarny pionek · c6 – Czarny skoczek · d6 – Czarny pionek · f6 – Czarny skoczek · b5 – Czarny pionek · e5 – Czarny pionek · e4 – Biały pionek · b3 – Biały goniec · c3 – Biały pionek · f3 – Biały skoczek · h3 – Biały pionek · a2 – Biały pionek · b2 – Biały pionek · d2 – Biały pionek · f2 – Biały pionek · g2 – Biały pionek · a1 – Biała wieża · b1 – Biały skoczek · c1 – Biały goniec · d1 – Biały hetman · e1 – Biała wieża · g1 – Biały król | a8 – Czarna wieża · d8 – Czarny hetman · f8 – Czarna wieża · g8 – Czarny król · b7 – Czarny goniec · c7 – Czarny pionek · e7 – Czarny goniec · f7 – Czarny pionek · g7 – Czarny pionek · h7 – Czarny pionek · a6 – Czarny pionek · c6 – Czarny skoczek · d6 – Czarny pionek · f6 – Czarny skoczek · b5 – Czarny pionek · e5 – Czarny pionek · e4 – Biały pionek · b3 – Biały goniec · c3 – Biały pionek · f3 – Biały skoczek · h3 – Biały pionek · a2 – Biały pionek · b2 – Biały pionek · d2 – Biały pionek · f2 – Biały pionek · g2 – Biały pionek · a1 – Biała wieża · b1 – Biały skoczek · c1 – Biały goniec · d1 – Biały hetman · e1 – Biała wieża · g1 – Biały król | a8 – Czarna wieża · d8 – Czarny hetman · f8 – Czarna wieża · g8 – Czarny król · b7 – Czarny goniec · c7 – Czarny pionek · e7 – Czarny goniec · f7 – Czarny pionek · g7 – Czarny pionek · h7 – Czarny pionek · a6 – Czarny pionek · c6 – Czarny skoczek · d6 – Czarny pionek · f6 – Czarny skoczek · b5 – Czarny pionek · e5 – Czarny pionek · e4 – Biały pionek · b3 – Biały goniec · c3 – Biały pionek · f3 – Biały skoczek · h3 – Biały pionek · a2 – Biały pionek · b2 – Biały pionek · d2 – Biały pionek · f2 – Biały pionek · g2 – Biały pionek · a1 – Biała wieża · b1 – Biały skoczek · c1 – Biały goniec · d1 – Biały hetman · e1 – Biała wieża · g1 – Biały król | a8 – Czarna wieża · d8 – Czarny hetman · f8 – Czarna wieża · g8 – Czarny król · b7 – Czarny goniec · c7 – Czarny pionek · e7 – Czarny goniec · f7 – Czarny pionek · g7 – Czarny pionek · h7 – Czarny pionek · a6 – Czarny pionek · c6 – Czarny skoczek · d6 – Czarny pionek · f6 – Czarny skoczek · b5 – Czarny pionek · e5 – Czarny pionek · e4 – Biały pionek · b3 – Biały goniec · c3 – Biały pionek · f3 – Biały skoczek · h3 – Biały pionek · a2 – Biały pionek · b2 – Biały pionek · d2 – Biały pionek · f2 – Biały pionek · g2 – Biały pionek · a1 – Biała wieża · b1 – Biały skoczek · c1 – Biały goniec · d1 – Biały hetman · e1 – Biała wieża · g1 – Biały król | a8 – Czarna wieża · d8 – Czarny hetman · f8 – Czarna wieża · g8 – Czarny król · b7 – Czarny goniec · c7 – Czarny pionek · e7 – Czarny goniec · f7 – Czarny pionek · g7 – Czarny pionek · h7 – Czarny pionek · a6 – Czarny pionek · c6 – Czarny skoczek · d6 – Czarny pionek · f6 – Czarny skoczek · b5 – Czarny pionek · e5 – Czarny pionek · e4 – Biały pionek · b3 – Biały goniec · c3 – Biały pionek · f3 – Biały skoczek · h3 – Biały pionek · a2 – Biały pionek · b2 – Biały pionek · d2 – Biały pionek · f2 – Biały pionek · g2 – Biały pionek · a1 – Biała wieża · b1 – Biały skoczek · c1 – Biały goniec · d1 – Biały hetman · e1 – Biała wieża · g1 – Biały król | a8 – Czarna wieża · d8 – Czarny hetman · f8 – Czarna wieża · g8 – Czarny król · b7 – Czarny goniec · c7 – Czarny pionek · e7 – Czarny goniec · f7 – Czarny pionek · g7 – Czarny pionek · h7 – Czarny pionek · a6 – Czarny pionek · c6 – Czarny skoczek · d6 – Czarny pionek · f6 – Czarny skoczek · b5 – Czarny pionek · e5 – Czarny pionek · e4 – Biały pionek · b3 – Biały goniec · c3 – Biały pionek · f3 – Biały skoczek · h3 – Biały pionek · a2 – Biały pionek · b2 – Biały pionek · d2 – Biały pionek · f2 – Biały pionek · g2 – Biały pionek · a1 – Biała wieża · b1 – Biały skoczek · c1 – Biały goniec · d1 – Biały hetman · e1 – Biała wieża · g1 – Biały król | 5 |
| 4 | a8 – Czarna wieża · d8 – Czarny hetman · f8 – Czarna wieża · g8 – Czarny król · b7 – Czarny goniec · c7 – Czarny pionek · e7 – Czarny goniec · f7 – Czarny pionek · g7 – Czarny pionek · h7 – Czarny pionek · a6 – Czarny pionek · c6 – Czarny skoczek · d6 – Czarny pionek · f6 – Czarny skoczek · b5 – Czarny pionek · e5 – Czarny pionek · e4 – Biały pionek · b3 – Biały goniec · c3 – Biały pionek · f3 – Biały skoczek · h3 – Biały pionek · a2 – Biały pionek · b2 – Biały pionek · d2 – Biały pionek · f2 – Biały pionek · g2 – Biały pionek · a1 – Biała wieża · b1 – Biały skoczek · c1 – Biały goniec · d1 – Biały hetman · e1 – Biała wieża · g1 – Biały król | a8 – Czarna wieża · d8 – Czarny hetman · f8 – Czarna wieża · g8 – Czarny król · b7 – Czarny goniec · c7 – Czarny pionek · e7 – Czarny goniec · f7 – Czarny pionek · g7 – Czarny pionek · h7 – Czarny pionek · a6 – Czarny pionek · c6 – Czarny skoczek · d6 – Czarny pionek · f6 – Czarny skoczek · b5 – Czarny pionek · e5 – Czarny pionek · e4 – Biały pionek · b3 – Biały goniec · c3 – Biały pionek · f3 – Biały skoczek · h3 – Biały pionek · a2 – Biały pionek · b2 – Biały pionek · d2 – Biały pionek · f2 – Biały pionek · g2 – Biały pionek · a1 – Biała wieża · b1 – Biały skoczek · c1 – Biały goniec · d1 – Biały hetman · e1 – Biała wieża · g1 – Biały król | a8 – Czarna wieża · d8 – Czarny hetman · f8 – Czarna wieża · g8 – Czarny król · b7 – Czarny goniec · c7 – Czarny pionek · e7 – Czarny goniec · f7 – Czarny pionek · g7 – Czarny pionek · h7 – Czarny pionek · a6 – Czarny pionek · c6 – Czarny skoczek · d6 – Czarny pionek · f6 – Czarny skoczek · b5 – Czarny pionek · e5 – Czarny pionek · e4 – Biały pionek · b3 – Biały goniec · c3 – Biały pionek · f3 – Biały skoczek · h3 – Biały pionek · a2 – Biały pionek · b2 – Biały pionek · d2 – Biały pionek · f2 – Biały pionek · g2 – Biały pionek · a1 – Biała wieża · b1 – Biały skoczek · c1 – Biały goniec · d1 – Biały hetman · e1 – Biała wieża · g1 – Biały król | a8 – Czarna wieża · d8 – Czarny hetman · f8 – Czarna wieża · g8 – Czarny król · b7 – Czarny goniec · c7 – Czarny pionek · e7 – Czarny goniec · f7 – Czarny pionek · g7 – Czarny pionek · h7 – Czarny pionek · a6 – Czarny pionek · c6 – Czarny skoczek · d6 – Czarny pionek · f6 – Czarny skoczek · b5 – Czarny pionek · e5 – Czarny pionek · e4 – Biały pionek · b3 – Biały goniec · c3 – Biały pionek · f3 – Biały skoczek · h3 – Biały pionek · a2 – Biały pionek · b2 – Biały pionek · d2 – Biały pionek · f2 – Biały pionek · g2 – Biały pionek · a1 – Biała wieża · b1 – Biały skoczek · c1 – Biały goniec · d1 – Biały hetman · e1 – Biała wieża · g1 – Biały król | a8 – Czarna wieża · d8 – Czarny hetman · f8 – Czarna wieża · g8 – Czarny król · b7 – Czarny goniec · c7 – Czarny pionek · e7 – Czarny goniec · f7 – Czarny pionek · g7 – Czarny pionek · h7 – Czarny pionek · a6 – Czarny pionek · c6 – Czarny skoczek · d6 – Czarny pionek · f6 – Czarny skoczek · b5 – Czarny pionek · e5 – Czarny pionek · e4 – Biały pionek · b3 – Biały goniec · c3 – Biały pionek · f3 – Biały skoczek · h3 – Biały pionek · a2 – Biały pionek · b2 – Biały pionek · d2 – Biały pionek · f2 – Biały pionek · g2 – Biały pionek · a1 – Biała wieża · b1 – Biały skoczek · c1 – Biały goniec · d1 – Biały hetman · e1 – Biała wieża · g1 – Biały król | a8 – Czarna wieża · d8 – Czarny hetman · f8 – Czarna wieża · g8 – Czarny król · b7 – Czarny goniec · c7 – Czarny pionek · e7 – Czarny goniec · f7 – Czarny pionek · g7 – Czarny pionek · h7 – Czarny pionek · a6 – Czarny pionek · c6 – Czarny skoczek · d6 – Czarny pionek · f6 – Czarny skoczek · b5 – Czarny pionek · e5 – Czarny pionek · e4 – Biały pionek · b3 – Biały goniec · c3 – Biały pionek · f3 – Biały skoczek · h3 – Biały pionek · a2 – Biały pionek · b2 – Biały pionek · d2 – Biały pionek · f2 – Biały pionek · g2 – Biały pionek · a1 – Biała wieża · b1 – Biały skoczek · c1 – Biały goniec · d1 – Biały hetman · e1 – Biała wieża · g1 – Biały król | a8 – Czarna wieża · d8 – Czarny hetman · f8 – Czarna wieża · g8 – Czarny król · b7 – Czarny goniec · c7 – Czarny pionek · e7 – Czarny goniec · f7 – Czarny pionek · g7 – Czarny pionek · h7 – Czarny pionek · a6 – Czarny pionek · c6 – Czarny skoczek · d6 – Czarny pionek · f6 – Czarny skoczek · b5 – Czarny pionek · e5 – Czarny pionek · e4 – Biały pionek · b3 – Biały goniec · c3 – Biały pionek · f3 – Biały skoczek · h3 – Biały pionek · a2 – Biały pionek · b2 – Biały pionek · d2 – Biały pionek · f2 – Biały pionek · g2 – Biały pionek · a1 – Biała wieża · b1 – Biały skoczek · c1 – Biały goniec · d1 – Biały hetman · e1 – Biała wieża · g1 – Biały król | a8 – Czarna wieża · d8 – Czarny hetman · f8 – Czarna wieża · g8 – Czarny król · b7 – Czarny goniec · c7 – Czarny pionek · e7 – Czarny goniec · f7 – Czarny pionek · g7 – Czarny pionek · h7 – Czarny pionek · a6 – Czarny pionek · c6 – Czarny skoczek · d6 – Czarny pionek · f6 – Czarny skoczek · b5 – Czarny pionek · e5 – Czarny pionek · e4 – Biały pionek · b3 – Biały goniec · c3 – Biały pionek · f3 – Biały skoczek · h3 – Biały pionek · a2 – Biały pionek · b2 – Biały pionek · d2 – Biały pionek · f2 – Biały pionek · g2 – Biały pionek · a1 – Biała wieża · b1 – Biały skoczek · c1 – Biały goniec · d1 – Biały hetman · e1 – Biała wieża · g1 – Biały król | 4 |
| 3 | a8 – Czarna wieża · d8 – Czarny hetman · f8 – Czarna wieża · g8 – Czarny król · b7 – Czarny goniec · c7 – Czarny pionek · e7 – Czarny goniec · f7 – Czarny pionek · g7 – Czarny pionek · h7 – Czarny pionek · a6 – Czarny pionek · c6 – Czarny skoczek · d6 – Czarny pionek · f6 – Czarny skoczek · b5 – Czarny pionek · e5 – Czarny pionek · e4 – Biały pionek · b3 – Biały goniec · c3 – Biały pionek · f3 – Biały skoczek · h3 – Biały pionek · a2 – Biały pionek · b2 – Biały pionek · d2 – Biały pionek · f2 – Biały pionek · g2 – Biały pionek · a1 – Biała wieża · b1 – Biały skoczek · c1 – Biały goniec · d1 – Biały hetman · e1 – Biała wieża · g1 – Biały król | a8 – Czarna wieża · d8 – Czarny hetman · f8 – Czarna wieża · g8 – Czarny król · b7 – Czarny goniec · c7 – Czarny pionek · e7 – Czarny goniec · f7 – Czarny pionek · g7 – Czarny pionek · h7 – Czarny pionek · a6 – Czarny pionek · c6 – Czarny skoczek · d6 – Czarny pionek · f6 – Czarny skoczek · b5 – Czarny pionek · e5 – Czarny pionek · e4 – Biały pionek · b3 – Biały goniec · c3 – Biały pionek · f3 – Biały skoczek · h3 – Biały pionek · a2 – Biały pionek · b2 – Biały pionek · d2 – Biały pionek · f2 – Biały pionek · g2 – Biały pionek · a1 – Biała wieża · b1 – Biały skoczek · c1 – Biały goniec · d1 – Biały hetman · e1 – Biała wieża · g1 – Biały król | a8 – Czarna wieża · d8 – Czarny hetman · f8 – Czarna wieża · g8 – Czarny król · b7 – Czarny goniec · c7 – Czarny pionek · e7 – Czarny goniec · f7 – Czarny pionek · g7 – Czarny pionek · h7 – Czarny pionek · a6 – Czarny pionek · c6 – Czarny skoczek · d6 – Czarny pionek · f6 – Czarny skoczek · b5 – Czarny pionek · e5 – Czarny pionek · e4 – Biały pionek · b3 – Biały goniec · c3 – Biały pionek · f3 – Biały skoczek · h3 – Biały pionek · a2 – Biały pionek · b2 – Biały pionek · d2 – Biały pionek · f2 – Biały pionek · g2 – Biały pionek · a1 – Biała wieża · b1 – Biały skoczek · c1 – Biały goniec · d1 – Biały hetman · e1 – Biała wieża · g1 – Biały król | a8 – Czarna wieża · d8 – Czarny hetman · f8 – Czarna wieża · g8 – Czarny król · b7 – Czarny goniec · c7 – Czarny pionek · e7 – Czarny goniec · f7 – Czarny pionek · g7 – Czarny pionek · h7 – Czarny pionek · a6 – Czarny pionek · c6 – Czarny skoczek · d6 – Czarny pionek · f6 – Czarny skoczek · b5 – Czarny pionek · e5 – Czarny pionek · e4 – Biały pionek · b3 – Biały goniec · c3 – Biały pionek · f3 – Biały skoczek · h3 – Biały pionek · a2 – Biały pionek · b2 – Biały pionek · d2 – Biały pionek · f2 – Biały pionek · g2 – Biały pionek · a1 – Biała wieża · b1 – Biały skoczek · c1 – Biały goniec · d1 – Biały hetman · e1 – Biała wieża · g1 – Biały król | a8 – Czarna wieża · d8 – Czarny hetman · f8 – Czarna wieża · g8 – Czarny król · b7 – Czarny goniec · c7 – Czarny pionek · e7 – Czarny goniec · f7 – Czarny pionek · g7 – Czarny pionek · h7 – Czarny pionek · a6 – Czarny pionek · c6 – Czarny skoczek · d6 – Czarny pionek · f6 – Czarny skoczek · b5 – Czarny pionek · e5 – Czarny pionek · e4 – Biały pionek · b3 – Biały goniec · c3 – Biały pionek · f3 – Biały skoczek · h3 – Biały pionek · a2 – Biały pionek · b2 – Biały pionek · d2 – Biały pionek · f2 – Biały pionek · g2 – Biały pionek · a1 – Biała wieża · b1 – Biały skoczek · c1 – Biały goniec · d1 – Biały hetman · e1 – Biała wieża · g1 – Biały król | a8 – Czarna wieża · d8 – Czarny hetman · f8 – Czarna wieża · g8 – Czarny król · b7 – Czarny goniec · c7 – Czarny pionek · e7 – Czarny goniec · f7 – Czarny pionek · g7 – Czarny pionek · h7 – Czarny pionek · a6 – Czarny pionek · c6 – Czarny skoczek · d6 – Czarny pionek · f6 – Czarny skoczek · b5 – Czarny pionek · e5 – Czarny pionek · e4 – Biały pionek · b3 – Biały goniec · c3 – Biały pionek · f3 – Biały skoczek · h3 – Biały pionek · a2 – Biały pionek · b2 – Biały pionek · d2 – Biały pionek · f2 – Biały pionek · g2 – Biały pionek · a1 – Biała wieża · b1 – Biały skoczek · c1 – Biały goniec · d1 – Biały hetman · e1 – Biała wieża · g1 – Biały król | a8 – Czarna wieża · d8 – Czarny hetman · f8 – Czarna wieża · g8 – Czarny król · b7 – Czarny goniec · c7 – Czarny pionek · e7 – Czarny goniec · f7 – Czarny pionek · g7 – Czarny pionek · h7 – Czarny pionek · a6 – Czarny pionek · c6 – Czarny skoczek · d6 – Czarny pionek · f6 – Czarny skoczek · b5 – Czarny pionek · e5 – Czarny pionek · e4 – Biały pionek · b3 – Biały goniec · c3 – Biały pionek · f3 – Biały skoczek · h3 – Biały pionek · a2 – Biały pionek · b2 – Biały pionek · d2 – Biały pionek · f2 – Biały pionek · g2 – Biały pionek · a1 – Biała wieża · b1 – Biały skoczek · c1 – Biały goniec · d1 – Biały hetman · e1 – Biała wieża · g1 – Biały król | a8 – Czarna wieża · d8 – Czarny hetman · f8 – Czarna wieża · g8 – Czarny król · b7 – Czarny goniec · c7 – Czarny pionek · e7 – Czarny goniec · f7 – Czarny pionek · g7 – Czarny pionek · h7 – Czarny pionek · a6 – Czarny pionek · c6 – Czarny skoczek · d6 – Czarny pionek · f6 – Czarny skoczek · b5 – Czarny pionek · e5 – Czarny pionek · e4 – Biały pionek · b3 – Biały goniec · c3 – Biały pionek · f3 – Biały skoczek · h3 – Biały pionek · a2 – Biały pionek · b2 – Biały pionek · d2 – Biały pionek · f2 – Biały pionek · g2 – Biały pionek · a1 – Biała wieża · b1 – Biały skoczek · c1 – Biały goniec · d1 – Biały hetman · e1 – Biała wieża · g1 – Biały król | 3 |
| 2 | a8 – Czarna wieża · d8 – Czarny hetman · f8 – Czarna wieża · g8 – Czarny król · b7 – Czarny goniec · c7 – Czarny pionek · e7 – Czarny goniec · f7 – Czarny pionek · g7 – Czarny pionek · h7 – Czarny pionek · a6 – Czarny pionek · c6 – Czarny skoczek · d6 – Czarny pionek · f6 – Czarny skoczek · b5 – Czarny pionek · e5 – Czarny pionek · e4 – Biały pionek · b3 – Biały goniec · c3 – Biały pionek · f3 – Biały skoczek · h3 – Biały pionek · a2 – Biały pionek · b2 – Biały pionek · d2 – Biały pionek · f2 – Biały pionek · g2 – Biały pionek · a1 – Biała wieża · b1 – Biały skoczek · c1 – Biały goniec · d1 – Biały hetman · e1 – Biała wieża · g1 – Biały król | a8 – Czarna wieża · d8 – Czarny hetman · f8 – Czarna wieża · g8 – Czarny król · b7 – Czarny goniec · c7 – Czarny pionek · e7 – Czarny goniec · f7 – Czarny pionek · g7 – Czarny pionek · h7 – Czarny pionek · a6 – Czarny pionek · c6 – Czarny skoczek · d6 – Czarny pionek · f6 – Czarny skoczek · b5 – Czarny pionek · e5 – Czarny pionek · e4 – Biały pionek · b3 – Biały goniec · c3 – Biały pionek · f3 – Biały skoczek · h3 – Biały pionek · a2 – Biały pionek · b2 – Biały pionek · d2 – Biały pionek · f2 – Biały pionek · g2 – Biały pionek · a1 – Biała wieża · b1 – Biały skoczek · c1 – Biały goniec · d1 – Biały hetman · e1 – Biała wieża · g1 – Biały król | a8 – Czarna wieża · d8 – Czarny hetman · f8 – Czarna wieża · g8 – Czarny król · b7 – Czarny goniec · c7 – Czarny pionek · e7 – Czarny goniec · f7 – Czarny pionek · g7 – Czarny pionek · h7 – Czarny pionek · a6 – Czarny pionek · c6 – Czarny skoczek · d6 – Czarny pionek · f6 – Czarny skoczek · b5 – Czarny pionek · e5 – Czarny pionek · e4 – Biały pionek · b3 – Biały goniec · c3 – Biały pionek · f3 – Biały skoczek · h3 – Biały pionek · a2 – Biały pionek · b2 – Biały pionek · d2 – Biały pionek · f2 – Biały pionek · g2 – Biały pionek · a1 – Biała wieża · b1 – Biały skoczek · c1 – Biały goniec · d1 – Biały hetman · e1 – Biała wieża · g1 – Biały król | a8 – Czarna wieża · d8 – Czarny hetman · f8 – Czarna wieża · g8 – Czarny król · b7 – Czarny goniec · c7 – Czarny pionek · e7 – Czarny goniec · f7 – Czarny pionek · g7 – Czarny pionek · h7 – Czarny pionek · a6 – Czarny pionek · c6 – Czarny skoczek · d6 – Czarny pionek · f6 – Czarny skoczek · b5 – Czarny pionek · e5 – Czarny pionek · e4 – Biały pionek · b3 – Biały goniec · c3 – Biały pionek · f3 – Biały skoczek · h3 – Biały pionek · a2 – Biały pionek · b2 – Biały pionek · d2 – Biały pionek · f2 – Biały pionek · g2 – Biały pionek · a1 – Biała wieża · b1 – Biały skoczek · c1 – Biały goniec · d1 – Biały hetman · e1 – Biała wieża · g1 – Biały król | a8 – Czarna wieża · d8 – Czarny hetman · f8 – Czarna wieża · g8 – Czarny król · b7 – Czarny goniec · c7 – Czarny pionek · e7 – Czarny goniec · f7 – Czarny pionek · g7 – Czarny pionek · h7 – Czarny pionek · a6 – Czarny pionek · c6 – Czarny skoczek · d6 – Czarny pionek · f6 – Czarny skoczek · b5 – Czarny pionek · e5 – Czarny pionek · e4 – Biały pionek · b3 – Biały goniec · c3 – Biały pionek · f3 – Biały skoczek · h3 – Biały pionek · a2 – Biały pionek · b2 – Biały pionek · d2 – Biały pionek · f2 – Biały pionek · g2 – Biały pionek · a1 – Biała wieża · b1 – Biały skoczek · c1 – Biały goniec · d1 – Biały hetman · e1 – Biała wieża · g1 – Biały król | a8 – Czarna wieża · d8 – Czarny hetman · f8 – Czarna wieża · g8 – Czarny król · b7 – Czarny goniec · c7 – Czarny pionek · e7 – Czarny goniec · f7 – Czarny pionek · g7 – Czarny pionek · h7 – Czarny pionek · a6 – Czarny pionek · c6 – Czarny skoczek · d6 – Czarny pionek · f6 – Czarny skoczek · b5 – Czarny pionek · e5 – Czarny pionek · e4 – Biały pionek · b3 – Biały goniec · c3 – Biały pionek · f3 – Biały skoczek · h3 – Biały pionek · a2 – Biały pionek · b2 – Biały pionek · d2 – Biały pionek · f2 – Biały pionek · g2 – Biały pionek · a1 – Biała wieża · b1 – Biały skoczek · c1 – Biały goniec · d1 – Biały hetman · e1 – Biała wieża · g1 – Biały król | a8 – Czarna wieża · d8 – Czarny hetman · f8 – Czarna wieża · g8 – Czarny król · b7 – Czarny goniec · c7 – Czarny pionek · e7 – Czarny goniec · f7 – Czarny pionek · g7 – Czarny pionek · h7 – Czarny pionek · a6 – Czarny pionek · c6 – Czarny skoczek · d6 – Czarny pionek · f6 – Czarny skoczek · b5 – Czarny pionek · e5 – Czarny pionek · e4 – Biały pionek · b3 – Biały goniec · c3 – Biały pionek · f3 – Biały skoczek · h3 – Biały pionek · a2 – Biały pionek · b2 – Biały pionek · d2 – Biały pionek · f2 – Biały pionek · g2 – Biały pionek · a1 – Biała wieża · b1 – Biały skoczek · c1 – Biały goniec · d1 – Biały hetman · e1 – Biała wieża · g1 – Biały król | a8 – Czarna wieża · d8 – Czarny hetman · f8 – Czarna wieża · g8 – Czarny król · b7 – Czarny goniec · c7 – Czarny pionek · e7 – Czarny goniec · f7 – Czarny pionek · g7 – Czarny pionek · h7 – Czarny pionek · a6 – Czarny pionek · c6 – Czarny skoczek · d6 – Czarny pionek · f6 – Czarny skoczek · b5 – Czarny pionek · e5 – Czarny pionek · e4 – Biały pionek · b3 – Biały goniec · c3 – Biały pionek · f3 – Biały skoczek · h3 – Biały pionek · a2 – Biały pionek · b2 – Biały pionek · d2 – Biały pionek · f2 – Biały pionek · g2 – Biały pionek · a1 – Biała wieża · b1 – Biały skoczek · c1 – Biały goniec · d1 – Biały hetman · e1 – Biała wieża · g1 – Biały król | 2 |
| 1 | a8 – Czarna wieża · d8 – Czarny hetman · f8 – Czarna wieża · g8 – Czarny król · b7 – Czarny goniec · c7 – Czarny pionek · e7 – Czarny goniec · f7 – Czarny pionek · g7 – Czarny pionek · h7 – Czarny pionek · a6 – Czarny pionek · c6 – Czarny skoczek · d6 – Czarny pionek · f6 – Czarny skoczek · b5 – Czarny pionek · e5 – Czarny pionek · e4 – Biały pionek · b3 – Biały goniec · c3 – Biały pionek · f3 – Biały skoczek · h3 – Biały pionek · a2 – Biały pionek · b2 – Biały pionek · d2 – Biały pionek · f2 – Biały pionek · g2 – Biały pionek · a1 – Biała wieża · b1 – Biały skoczek · c1 – Biały goniec · d1 – Biały hetman · e1 – Biała wieża · g1 – Biały król | a8 – Czarna wieża · d8 – Czarny hetman · f8 – Czarna wieża · g8 – Czarny król · b7 – Czarny goniec · c7 – Czarny pionek · e7 – Czarny goniec · f7 – Czarny pionek · g7 – Czarny pionek · h7 – Czarny pionek · a6 – Czarny pionek · c6 – Czarny skoczek · d6 – Czarny pionek · f6 – Czarny skoczek · b5 – Czarny pionek · e5 – Czarny pionek · e4 – Biały pionek · b3 – Biały goniec · c3 – Biały pionek · f3 – Biały skoczek · h3 – Biały pionek · a2 – Biały pionek · b2 – Biały pionek · d2 – Biały pionek · f2 – Biały pionek · g2 – Biały pionek · a1 – Biała wieża · b1 – Biały skoczek · c1 – Biały goniec · d1 – Biały hetman · e1 – Biała wieża · g1 – Biały król | a8 – Czarna wieża · d8 – Czarny hetman · f8 – Czarna wieża · g8 – Czarny król · b7 – Czarny goniec · c7 – Czarny pionek · e7 – Czarny goniec · f7 – Czarny pionek · g7 – Czarny pionek · h7 – Czarny pionek · a6 – Czarny pionek · c6 – Czarny skoczek · d6 – Czarny pionek · f6 – Czarny skoczek · b5 – Czarny pionek · e5 – Czarny pionek · e4 – Biały pionek · b3 – Biały goniec · c3 – Biały pionek · f3 – Biały skoczek · h3 – Biały pionek · a2 – Biały pionek · b2 – Biały pionek · d2 – Biały pionek · f2 – Biały pionek · g2 – Biały pionek · a1 – Biała wieża · b1 – Biały skoczek · c1 – Biały goniec · d1 – Biały hetman · e1 – Biała wieża · g1 – Biały król | a8 – Czarna wieża · d8 – Czarny hetman · f8 – Czarna wieża · g8 – Czarny król · b7 – Czarny goniec · c7 – Czarny pionek · e7 – Czarny goniec · f7 – Czarny pionek · g7 – Czarny pionek · h7 – Czarny pionek · a6 – Czarny pionek · c6 – Czarny skoczek · d6 – Czarny pionek · f6 – Czarny skoczek · b5 – Czarny pionek · e5 – Czarny pionek · e4 – Biały pionek · b3 – Biały goniec · c3 – Biały pionek · f3 – Biały skoczek · h3 – Biały pionek · a2 – Biały pionek · b2 – Biały pionek · d2 – Biały pionek · f2 – Biały pionek · g2 – Biały pionek · a1 – Biała wieża · b1 – Biały skoczek · c1 – Biały goniec · d1 – Biały hetman · e1 – Biała wieża · g1 – Biały król | a8 – Czarna wieża · d8 – Czarny hetman · f8 – Czarna wieża · g8 – Czarny król · b7 – Czarny goniec · c7 – Czarny pionek · e7 – Czarny goniec · f7 – Czarny pionek · g7 – Czarny pionek · h7 – Czarny pionek · a6 – Czarny pionek · c6 – Czarny skoczek · d6 – Czarny pionek · f6 – Czarny skoczek · b5 – Czarny pionek · e5 – Czarny pionek · e4 – Biały pionek · b3 – Biały goniec · c3 – Biały pionek · f3 – Biały skoczek · h3 – Biały pionek · a2 – Biały pionek · b2 – Biały pionek · d2 – Biały pionek · f2 – Biały pionek · g2 – Biały pionek · a1 – Biała wieża · b1 – Biały skoczek · c1 – Biały goniec · d1 – Biały hetman · e1 – Biała wieża · g1 – Biały król | a8 – Czarna wieża · d8 – Czarny hetman · f8 – Czarna wieża · g8 – Czarny król · b7 – Czarny goniec · c7 – Czarny pionek · e7 – Czarny goniec · f7 – Czarny pionek · g7 – Czarny pionek · h7 – Czarny pionek · a6 – Czarny pionek · c6 – Czarny skoczek · d6 – Czarny pionek · f6 – Czarny skoczek · b5 – Czarny pionek · e5 – Czarny pionek · e4 – Biały pionek · b3 – Biały goniec · c3 – Biały pionek · f3 – Biały skoczek · h3 – Biały pionek · a2 – Biały pionek · b2 – Biały pionek · d2 – Biały pionek · f2 – Biały pionek · g2 – Biały pionek · a1 – Biała wieża · b1 – Biały skoczek · c1 – Biały goniec · d1 – Biały hetman · e1 – Biała wieża · g1 – Biały król | a8 – Czarna wieża · d8 – Czarny hetman · f8 – Czarna wieża · g8 – Czarny król · b7 – Czarny goniec · c7 – Czarny pionek · e7 – Czarny goniec · f7 – Czarny pionek · g7 – Czarny pionek · h7 – Czarny pionek · a6 – Czarny pionek · c6 – Czarny skoczek · d6 – Czarny pionek · f6 – Czarny skoczek · b5 – Czarny pionek · e5 – Czarny pionek · e4 – Biały pionek · b3 – Biały goniec · c3 – Biały pionek · f3 – Biały skoczek · h3 – Biały pionek · a2 – Biały pionek · b2 – Biały pionek · d2 – Biały pionek · f2 – Biały pionek · g2 – Biały pionek · a1 – Biała wieża · b1 – Biały skoczek · c1 – Biały goniec · d1 – Biały hetman · e1 – Biała wieża · g1 – Biały król | a8 – Czarna wieża · d8 – Czarny hetman · f8 – Czarna wieża · g8 – Czarny król · b7 – Czarny goniec · c7 – Czarny pionek · e7 – Czarny goniec · f7 – Czarny pionek · g7 – Czarny pionek · h7 – Czarny pionek · a6 – Czarny pionek · c6 – Czarny skoczek · d6 – Czarny pionek · f6 – Czarny skoczek · b5 – Czarny pionek · e5 – Czarny pionek · e4 – Biały pionek · b3 – Biały goniec · c3 – Biały pionek · f3 – Biały skoczek · h3 – Biały pionek · a2 – Biały pionek · b2 – Biały pionek · d2 – Biały pionek · f2 – Biały pionek · g2 – Biały pionek · a1 – Biała wieża · b1 – Biały skoczek · c1 – Biały goniec · d1 – Biały hetman · e1 – Biała wieża · g1 – Biały król | 1 |
|   | a | b | c | d | e | f | g | h |   |

Igor Arkadiewicz Zajcew, ros. Игорь Аркадевич Зайцев (ur. 27 maja 1938 w Ramienskim) – rosyjski szachista i trener szachowy, arcymistrz od 1976 roku.

## Kariera szachowa
W latach 1962–1991 sześciokrotnie uczestniczył w finałach indywidualnych mistrzostw Związku Radzieckiego, najlepszy wynik osiągając w 1970 r. w Rydze, gdzie zajął 16. miejsce. W 1969 r. zdobył tytuł mistrza Moskwy, natomiast w 1970 r. zajął II m. (za Janem Smejkalem) w memoriale Akiby Rubinsteina w Polanicy-Zdroju. W kolejnych latach sukcesy odniósł m.in. w Dubnej (1976, II m. i 1979, dz. I m. wspólnie z Dragutinem Šahoviciem, Jurijem Razuwajewem i Aleksiejem Suetinem), Quito (1977, II m.), Podolsku (1991, III m. za Jakowem Murejem i Leonidem Judasinem), Bukareszcie (1993, memoriał Victora Ciocaltei, dz. I m. wspólnie z Walerijem Niewierowem i Władysławem Niewiedniczym), Orle (1994, I m.), Moskwie (1994, dz. II m. za Aleksandrem Złoczewskim, wspólnie z Igorem Lempertem), Woroneżu (1997, memoriał Władimira Zagorowskiego, II m. za Jewgienijem Wasiukowem) oraz ponownie w Moskwie (1997, dz. I m. wspólnie z Ratmirem Chołmowem i Andriejem Ryczagowem). W 2004 r. odniósł kolejny sukces, dzieląc w Tuli II m. (za Władimirem Karasiowem, wspólnie m.in. z Jurijem Szabanowem) w mistrzostwach Rosji seniorów (zawodników pow. 60. roku życia).
Na przełomie lat 70. i 80. zanotował znaczne osiągnięcia jako szachowy trener. W 1978 i 1981 r. pełnił funkcję sekundanta Anatolija Karpowa w trakcie jego meczów o mistrzostwo świata przeciwko Wiktorowi Korcznojowi, natomiast w 1980 i 1982 r. był kapitanem drużyny Związku Radzieckiego na szachowych olimpiadach. Wniósł również wkład w rozwój teorii szachowej, do dziś w partii hiszpańskiej stosowany jest wariant powstający po posunięciach:
- 1.e4 e5 2.Sf3 Sc6 3.Gb5 a6 4.Ga4 Sf6 5.0-0 Ge7 6.We1 b5 7.Gb3 d6 8.c3 0-0 9.h3 Gb7

i noszący nazwę wariantu Flohra-Zajcewa. W systemie tym czarne wykorzystują fianchetto białopolowego gońca do ataku na centralnego piona e4. Nazwisko Zajcewa nosi również jeden z wariantów gambitu wołżańskiego.
Najwyższy ranking w swojej karierze osiągnął 1 lipca 1971 r., z wynikiem 2520 punktów dzielił wówczas 55-60. miejsce na światowej liście FIDE.